# Col de Teghime
Le col de Teghime (Bocca di Teghjime) est l'un des principaux cols de Corse.

## Géographie

### Situation
Le col de Teghime est situé sur la commune de Barbaggio, au sud du cap Corse, entre les villes de Bastia et Saint-Florent, reliant les microrégions de la Bagnaja et du Nebbio. Il offre un point de vue sur les deux côtes de la Corse, avec Bastia et la mer Tyrrhénienne à l'est, Saint-Florent, le désert des Agriates et la mer Méditerranée à l'ouest.

### Topographie
Situé à 536 mètres d'altitude, le col est flanqué par les deux arcs montagneux de la Serra di Pigno et de la Serra d'Oletta, et est la porte ouverte vers l'ouest depuis la métropole de Bastia vers Saint-Florent et la riche Conca d'Oro, que Pascal Paoli, parce qu'elle était acquise à Gênes, appelait « Conca d'Oro, ma Conca di Tradimento ».

### Géologie
Teghime, surnommé le « col des Ardoises » (lauze se disant teghja en corse), se trouve au sein de ce que les géographes appellent « la Corse schisteuse », par opposition à la « Corse granitique » du Centre et du Sud de l'île.

### Climat
Situé au pied du Pigno (963 m d'altitude), le col de Teghime est quelquefois enneigé en hiver. La circulation n'y est que rarement coupée.

### Carrefour routier
Le carrefour du col de Teghime est la jonction des routes D 81, qui relie Bastia à Ajaccio par la côte ouest, et la D 38, qui donne accès à Poggio-d'Oletta puis à Oletta, et d'une piste menant à la carrière exploitée à Ponte Fesso (Barbaggio), au sud du col.

## Histoire
Le col est le lieu d'une bataille pour la libération de la Corse lors de la Seconde Guerre mondiale au début du mois d'octobre 1943.

### Prise du col de Teghime par les goumiers marocains en octobre 1943
La prise du col de Teghime fut cruciale dans la Libération de la ville de Bastia. Le plan d'attaque du général Louchet fixait comme objectif aux troupes de goumiers marocains de l'Armée d'Afrique de la France libre, les Berbères du 2e groupement de tabors marocains (2e GTM), de passer par les crêtes pour redescendre vers la ville par la route de Saint-Florent. Le 1er octobre, le combat est engagé par les goumiers et les résistants corses au col de Teghime contre les Allemands de la 16e Panzergrenadier Division SS Reichsführer-SS. Le premier assaut étant violemment repoussé, un second se fait de nuit mais la résistance acharnée des Allemands cause la perte de 25 combattants. Au terme d'une journée de durs combats  les Allemands se rendent et le col est pris par les goumiers dans la soirée du 2 octobre. La voie est alors libre pour plonger sur Bastia et, le 4 octobre, le 73e Goum pénètre dans la ville libérée.

### Monuments et plaques commémoratives

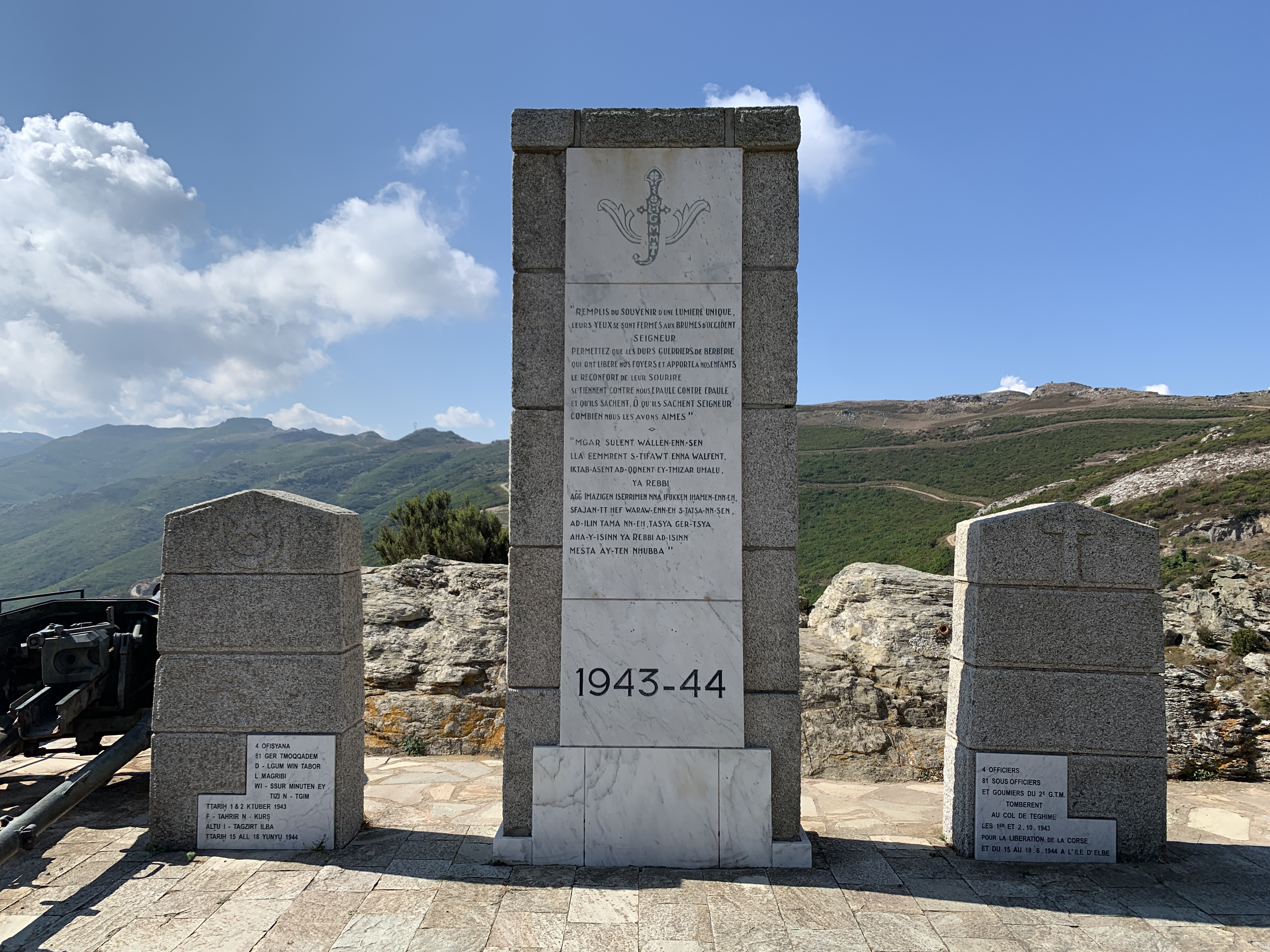
Monument en hommage aux goumiers marocains du 2e GTM.

Un monument situé au col rend hommage aux goumiers marocains du 2e GTM commandé par le colonel Boyer de Latour dans cette bataille et dans la Libération de la Corse :
« Remplis du souvenir d'une lumière unique, leurs yeux se sont fermés aux Brumes d'occident, Seigneur, permettez que les durs guerriers de Berbérie qui ont libéré nos foyers et apporté à nos enfants le réconfort de leur sourire se tiennent contre nous épaule contre épaule et qu'ils sachent, ô qu'ils sachent Seigneur combien nous les avons aimés. »
Un canon de la Reichsfuhrer SS y est exposé à côté des stèles.

### Citations militaires
« Splendide unité marocaine formée à l'image de son chef le Lieutenant-Colonel Pierre Boyer de Latour.

Engagée dans des opérations délicates et difficiles dès son débarquement en Corse, a pris dès les premiers combats un ascendant foudroyant sur l'ennemi, lui causant des pertes, lui faisant de nombreux prisonniers et créant chez l'adversaire une inquiétude manifeste
Troupe au moral élevé, à l'endurance inégalable, au cran magnifique et à l'allant irrésistible.

A donné toute la mesure de sa valeur guerrière en s'emparant de haute lutte du Col du Teghime, le 2 octobre 1943, par une série d'attaques menées avec fougue, qui causèrent à l'ennemi de lourdes pertes en hommes et en matériel. Bien que soumises à des feux violents d'artillerie et d'aviation, a conservé toute son ardeur agressive et est entré victorieusement dans Bastia le 4 octobre, contribuant pour une large part au succès de la campagne engagée pour la libération de la Corse. »
— Citation à l'ordre de l'Armée attribuée au 2e Groupement de Tabors Marocains (GTM) après les combats pour la libération de la Corse en octobre 1943, (Ordre no 364, le 3 janvier 1944, général Giraud)